# Casinò di San Pellegrino Terme
Il Casinò Municipale di San Pellegrino Terme è una storica casa da gioco situata a San Pellegrino Terme, in Lombardia. Attivo dal 1907 al 1917, il casinò ha ospitato una rinomata sala da gioco, la cui attività fu sospesa per diversi decenni, per riprendere solo brevemente nel periodo immediatamente successivo alla Seconda Guerra Mondiale. Oggi, la struttura è adibita a hall e ristorante/caffè, servendo come parte integrante del vicino centro termale. 

## Storia
Il Casinò Municipale di San Pellegrino Terme, emblematico esempio di architettura legata alla mondanità delle località termali italiane, fu costruito tra il 1904 e il 1906. La sua realizzazione si inseriva nel progetto di ammodernamento dell'intera area, che comprendeva anche il Grand Hotel. La progettazione dell'edificio fu affidata all'architetto milanese Romolo Squadrelli, noto per la sua esperienza anche nella costruzione del Grand Hotel e di tutte le stazioni poste lungo la Ferrovia della Val Brembana. La sua apertura come sala da gioco avvenne nel 1907, inizialmente destinata a un club privato, ma nel corso degli anni l'accesso venne progressivamente esteso al pubblico.
La struttura rappresenta un capitolo significativo della storia del gioco d'azzardo in Italia, la cui regolamentazione ha attraversato fasi complesse e contrastanti. Nel contesto di un'epoca segnata dal dibattito sulla legalizzazione del gioco, il Casinò stesso subì diverse vicissitudini normative. Nel 1917, in applicazione della Legge Orlando, che mirava a regolamentare le case da gioco, il casinò fu costretto a chiudere, un destino che condivise con numerose altre strutture simili in località termali. Tuttavia, negli anni successivi, la riapertura del casinò avvenne a singhiozzo, con una chiusura definitiva nel 1924 per ordine del governo fascista, il quale intraprese una politica repressiva nei confronti del gioco d'azzardo, nonostante le pressioni da parte di alcuni esponenti politici e imprenditoriali.
Un aspetto rilevante del contesto storico-legislativo che influenzò la vicenda delle case da gioco italiane fu la discussa normativa che si sviluppò nei primi decenni del XX secolo. In particolare, nel 1911 il Consiglio comunale di Milano adottò una proposta che evidenziava le problematiche sociali derivanti dalla diffusione delle roulette e delle altre macchine da gioco. Il dibattito culminò nel 1924 con un decreto-legge fascista che, se da un lato tentava di disciplinare l'attività delle case da gioco, dall'altro divenne un terreno di scontro tra le istituzioni e le lobby interessate a regolarizzare il settore.
Le motivazioni dietro questa pressione verso la legalizzazione e regolamentazione del gioco erano molteplici: da un lato c'era il desiderio di arginare il fenomeno delle bische clandestine, dall'altro l'interesse per l'enorme potenziale economico che le case da gioco avrebbero potuto rappresentare. Tuttavia, le lotte politiche interne e le forti resistenze morali portarono a una continua instabilità legislativa, con continui cambiamenti di rotta fino alla fine degli anni '20.
Nonostante le difficoltà, la relazione tra politica e gioco d'azzardo non cessò mai di essere centrale. Le polemiche sull'opportunità di legalizzare o meno il gioco legale, come quelle sollevate dai quotidiani dell'epoca, evidenziarono la divisione tra chi vedeva il casinò come un'opportunità di sviluppo economico e chi, invece, lo considerava un pericolo per la moralità pubblica. Con l'approvazione di leggi e regolamenti sempre più permissivi, soprattutto dopo la Seconda guerra mondiale, il casinò di San Pellegrino riaprì nel 1946, sotto la protezione degli Alleati, ma chiuse nuovamente poco dopo per difficoltà gestionali.
La struttura, dopo decenni di semi-abbandono, ha attraversato diverse fasi di trasformazione nel XXI secolo, adattandosi alle mutevoli necessità turistiche e culturali della cittadina termale. Dopo un lungo periodo di chiusura come casa da gioco, la struttura è stata riutilizzata per scopi diversi, come la sede per matrimoni ed eventi, e il piano terra è stato adibito ad ospitare un bar, ampliando così l'offerta di servizi per i visitatori della località.
Tra il 2010 e il 2014, l’edificio è stato oggetto di una serie di importanti lavori di restauro, mirati a preservare e valorizzare le sue caratteristiche architettoniche, sia interne che esterne. Questi interventi, che hanno riguardato le decorazioni e le finiture, sono stati realizzati e finanziati dal Gruppo Percassi; intervento facente parte l'accordo di programma, nell'ottica di un rilancio turistico. 
Nel 2018, a seguito della chiusura del Casinò di Campione d'Italia (quest' ultimo riaperto nel 2022) si è riaccesa la discussione sulla possibile riapertura del Casinò di San Pellegrino. La proposta di riapertura ha trovato il sostegno di alcune figure politiche locali, tra cui il deputato leghista Daniele Belotti, che ha promosso l'idea come una misura per rilanciare l’economia della Valle Brembana. L’intento era quello di attrarre flussi turistici, combinando l’offerta di intrattenimento del casinò con le risorse naturali e paesaggistiche della zona, incluse le località sciistiche e le escursioni. La proposta ha ottenuto il sostegno anche da altre figure politiche, come la senatrice Simona Pergreffi e il consigliere regionale Alex Galizzi, che hanno sottolineato l'importanza di un casinò per lo sviluppo economico del territorio. A livello politico, la proposta è stata oggetto di attenzione in diverse occasioni. 
A partire dal 2014, il Casinò di San Pellegrino è stato utilizzato per visite guidate organizzate dalla coperativa Road 470, che ha reso possibile la fruizione dell'edificio, prima d'ora chiuso al pubblico. Nel 2019, l’edificio ha assunto una nuova funzione, diventando la hall e la sala buffet del vicino centro termale QC Terme San Pellegrino. 
Nel 2022, la gestione del Casinò è passata sotto il controllo del gruppo bancario francese BNP Paribas, che ha acquisito la concessione per la gestione della struttura fino al 2044. Uno degli sviluppi previsti dalla nuova gestione è l’apertura di un bar all’interno della struttura, accessibile a tutti i visitatori, non solo ai clienti delle terme, un'iniziativa che ha subito dei ritardi a causa della pandemia da Covid 19.

## Descrizione

### Esterno
Il Casinò, rappresenta un fulgido esempio di architettura Art Nouveau in Italia. La struttura, progettata dall'architetto Romolo Squadrelli, trae ispirazione dal prestigioso Casinò di Monte Carlo: un omaggio evidente nelle linee eleganti e nella sontuosa decorazione dell'edificio. La facciata principale, articolata in forme simmetriche e caratterizzata dall'alternanza di toni gialli e di pietra artificiale, è un tripudio di decorazioni scultoree e ornamentali, che arricchiscono l'edificio con elementi propri del Liberty italiano. Si osservano putti, festoni floreali e motivi zoomorfi, realizzati da celebri artisti milanesi dell'epoca, che creano un raffinato equilibrio tra decorazione e struttura.
La composizione della facciata è dominata dalle due torrette angolari, che si slanciano verso il cielo, ciascuna coronata da una caratteristica antenna decorativa. Tra queste, si sviluppa il corpo centrale dell'edificio, decorato con busti in marmo rosso di Verona raffiguranti importanti musicisti europei dell'epoca. La scelta del marmo rosso richiama le tonalità del vicino Grand Hotel e stabilisce un dialogo cromatico armonioso con l'ambiente circostante. L'accesso al Casinò è enfatizzato dai tre portoni lignei decorati con finissimi intarsi in stile Art Nouveau. Al di sopra, spiccano lampade in ferro battuto realizzate con maestria secondo il gusto Liberty. Le finestre superiori, cinque in totale, sono ornate con balconcini ornamentali che alleggeriscono visivamente la struttura, donando un senso di eleganza e verticalità. Due delle finestre corrispondono alle torrette, mentre le altre tre occupano il corpo centrale.
Elemento di particolare rilievo è il pennone in ferro battuto di Mazzuccotelli, simbolo fallico, vero capolavoro di arte applicata, impreziosito da telamoni che simboleggiano la fatica umana. Alla base, affreschi raffiguranti cervi volanti e farfalle introducono motivi tipici del simbolismo naturalistico proprio dell'Art Nouveau, e busti raffiguranti i più importanti artisti e musicisti del passato. Il piazzale antistante l'edificio è ricoperto di ghiaia, con una grande pavimentazione centrale a forma circolare, che funge da punto focale del contesto spaziale. Ai lati si sviluppano due porticati simmetrici, collegati al corpo centrale e illuminati da lampioni in stile Liberty. Infine, il Casinò è collegato al centro termale attraverso un'esedra immersa nel giardino, dietro il vicino teatro.

#### Teatro
Il teatro, si inserisce nel contesto del complesso monumentale in stile Liberty realizzato agli inizi del XX secolo. Situato a un livello differente rispetto all’ingresso principale, l’edificio teatrale si presenta come un volume sobrio e funzionale, concepito originariamente in stretta relazione con il maestoso Casinò, che fungeva da foyer e fulcro della composizione architettonica. Dal punto di vista stilistico, l'esterno del teatro si distingue per un'impostazione essenziale e priva di decorazioni elaborate, in contrasto con la ricchezza ornamentale del vicino edificio Liberty. Le superfici architettoniche sono lineari e prive di enfasi, conferendo all'insieme una sensazione di sobrietà compositiva, funzionale al ruolo secondario che il teatro rivestiva nella concezione originaria del complesso.
L'architettura del teatro, pur mantenendo un dialogo visivo con il paesaggio circostante e con il Casinò, è caratterizzata da una volumetria più compatta e contenuta. La scelta del corten e dei toni cromatici richiama il linguaggio dell'intero complesso, pur con una minore ricercatezza decorativa, contribuendo a definire una gerarchia visiva tra i due edifici. Il teatro, posto in secondo piano rispetto alla monumentalità del Casinò, si configura quindi come una presenza discreta ma integrata all’interno del contesto paesaggistico e architettonico di San Pellegrino Terme, riflettendo il gusto e le esigenze funzionali proprie dell’epoca della sua realizzazione.

### Interno

#### Ingresso, la Sala delle Lacrime e lo Scalone Centrale

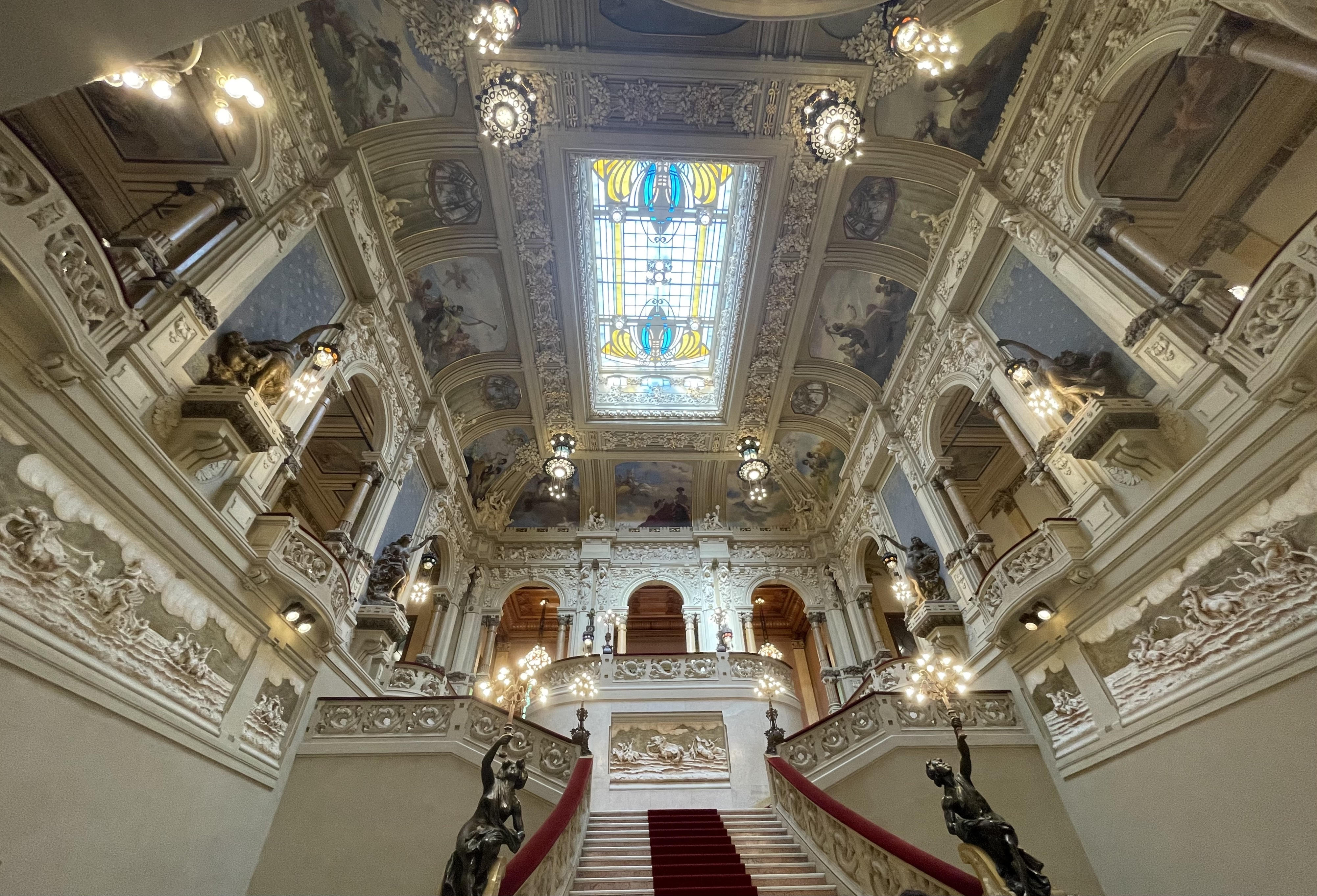
Lo scalone d'ingresso

Entrando dall'ingresso principale si può subito notare il pavimento in setacciato veneziano fine, che in corrispondenza dell'ingresso crea una composizione floreale. Ai lati ci sono due stanze con il soffitto a cassettoni in legno intagliato con dettagli in oro zecchino. Superate le due stanze si accede allo scalone centrale. Di lato sulla destra è presente la cosiddetta "Sala delle Lacrime", chiamata così perché il luogo in cui gli ospiti del Casinò piangevano per aver perso al gioco.
A far da separé tra l'ambiente di accoglienza e lo scalone di accesso alle sale sono due delle sedici colonne in marmo rosso di Verona e due busti in cemento cotto del Bernasconi. Superati questi elementi architettonici si accede allo scalone in marmo di Carrara, preceduto da due sculture bronzee che sorreggono una lanterna. Il corrimano di sostegno, sempre in marmo bianco, è protetto nella parte superiore da un cuscino di feltro rosso. Lungo tutta la scala è steso un tappeto rosso per sottolineare l'esclusività dell'ambiente. A metà scala è presente un altorilievo sempre di Bernasconi, raffigurante scene di guerra. La scala si biforca e porta al piano superiore dove c'era la roulette.

#### Gli affreschi e i lampadari di cristallo
Di notevole importanza sono gli affreschi presenti sul soffitto dell'edificio, raffiguranti i dodici segni dello zodiaco. Sono alternati tra di loro da un motivo decorativo che ricorda dei lucernari di forma circolare dipinti. Gli affreschi furono realizzati da Malerba, un importante artista milanese dell'epoca, con un rimando all'epoca romana e rinascimentale. Spiccano i quattro lampadari in cristallo, di notevole lunghezza, che illuminano la sala.

#### Le vetrate
Le vetrate sono in stile Art Nouveau, in particolare risalta la vetrata centrale che raffigura una enorme farfalla colorata. Le vetrate sono presenti anche al piano superiore, tutte raffiguranti scene di natura come quella nel salone delle feste che rappresenta La fonte miracolosa.

## Curiosità
Sull'etichetta delle bottiglie di acqua minerale prodotte dalla vicina Sanpellegrino, nella parte superiore appare il Casinò Municipale stilizzato con lo sfondo di montagne innevate assenti nella realtà, poiché più alte. Il disegno è stato copiato e riadattato da una foto d'epoca del 1907, scattata durante l'inaugurazione.

## Filmografia
- Le due vite di Mattia Pascal (1985)
- Giulietta degli spiriti (1969)